# Казуйоши Миура
Казуйоши Миура е японски футболист, нападател на Атлетико Сузука. През март 2017 година той стана най-възрастният професионален футболист записал участие в официален мач.
На 55-годишна възраст той дебютира за Сузука пред пълен стадион. Това е неговият 37 сезон като професионален футболист. През 2017 година вкара 1 гол за отбора си и така подобри постижението на Стенли Матюс, който беше вкарал за малтийския си отбор Хибърниънс на 49 годишна възраст.

## Кариера
На 15 години заминава за Бразилия, за да играе професионален футбол. През 1986 г. подписва първия си професионален контракт със Сантош. Сменя още няколко отбора преди да се върне в Сантош през 1990. Натрупал опит, Миура се завръща в Япония в състава на отбора Йомиури, който през 1993 г. се преименува на Верди Кавазаки. Миура печели четири титли на страната, а през 1992 с националния отбор на Япония печели Купата на Азия, като е избран за играч на турнира. Казу си печели славата на един от най-добрите местни играчи, и това не остава незабелязано от европейските клубове. През 1994 преминава под наем в Дженоа за един сезон, ставайки първият японец в италианския футбол. Престоят му при „грифоните“ е неуспешен, тъй като Казу отбелязва само 1 попадение в 21 мача - в дербито срещу Сампдория.
Миура се завръща в Кавазаки, където играе до края на 1998 г. През 1999 г. подписва с Динамо Загреб, но и вторият опит на нападателя да заиграе в Европа се оказва неуспешен - Казу не отбелязва нито едно попадение в 12 срещи. Миура подписва с Киото Санга, където играе 2 сезона. Въпреки силните си изяви, клубът е сред аутсайдерите в първенството. През 2001 преминава в Висел Кобе. Там играе до 2005 г. и записва над 100 мача за клуба. През лятото на 2005 е привлечен от Йокохама ФК. За кратко играе под наем в австралийския ФК Сидни, където си партнира с Дуайт Йорк. През 2006 печели японската Джей Лига 2, но на следващия сезон отборът му не се задържа в елита и изпада. Въпреки напредналата си футболна възраст, Казу се превръща в един от най-значимите играчи на Йокохама и записва повече от 200 срещи. В края на 2014 г. удължава договора си за още 1 сезон.
През 2022 г. преминава в Сузука Пойнт Гетърс, където треньор е неговият брат Ясутоши Миура.

## Успехи

### Индивидуални
- Най-добър играч на Купата на Азия – 1992
- Играч на сезона на Японската футболна лига – 1991/92
- Играч на сезона на Джей Лигата – 1993
- Футболист на годината в Япония – 1992, 1993
- Футболист на годината в Азия – 1993
- Спортист на годината в Япония – 1993
- Голмайстор на Джей Лигата – 1996

### Отборни
- Кампеонато Паранаенсе – 1989
- Купа на Азия – 1992
- Шампион на Япония – 1990/91, 1991/92 (Японска футболна лига), 1993, 1994 (Джей Лига)
- Купа на Джей Лигата – 1992, 1993
- Купа на Императора – 1996
- Шампион на Хърватия – 1999/00
- Джей Лига Дивизия 2 – 2006